# Chevalier d’Éon
Charles de Beaumont (Tonnerre, 5 de outubro de 1728 - Londres, 21 de maio de 1810), também conhecida como Chevalier d’Éon, do francês, Cavaleiro d’Éon e Mademoiselle Beaumont, foi uma diplomata, espiã e militar francesa. D'Éon foi uma das mais famosas personalidades transgênero e deu origem ao epônimo "eonismo", que designa o fenômeno do travestismo de gênero em linhas gerais.
Destacou-se por seus serviços de espionagem, a serviço do rei Luís XV da França, na corte da tsarina Isabel da Rússia, onde viveu como uma mulher. Quando Luís XV faleceu, viveu permanentemente como mulher (viveu 49 anos como homem e 34 como mulher). Passou seus últimos anos na Inglaterra.

## Primeiros anos

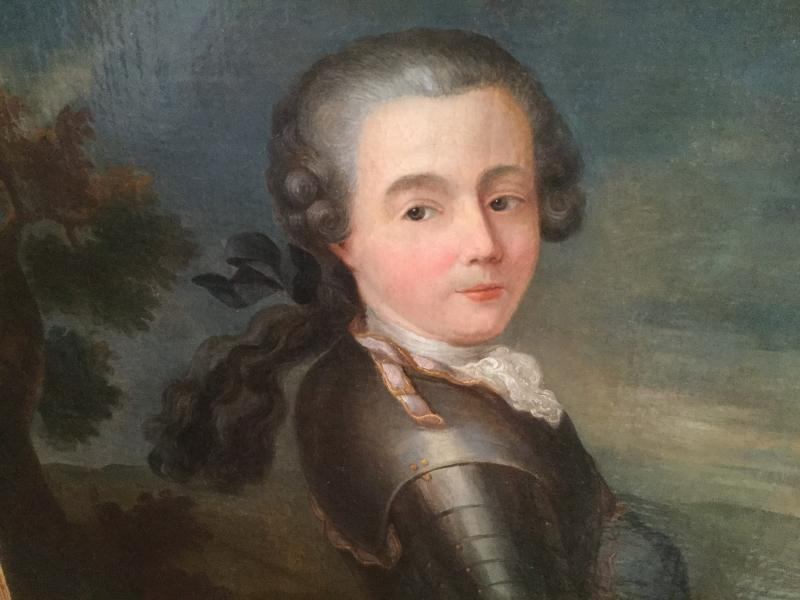
Retrato de D'Éon em seus primeiros anos

D'Éon nasceu no Hotel d'Uzès em Tonnerre, Borgonha, em uma família nobre empobrecida. O pai de D'Éon, Louis d'Éon de Beaumont, foi advogado e diretor dos domínios do rei na região, e, depois, prefeito de Tonnerre e subdelegado do Intendência Geral de Paris. A mãe de D'Éon, Françoise de Charanton, era filha de um Comissário Geral nos exércitos durante as guerras contra Espanha e Itália. A maior parte do que se sabe sobre o início da vida de d'Éon vem de uma autobiografia The Interests of the Chevalier d'Éon de Beaumont e do ensaio de Bram Stoker sobre o cavaleiro em seu livro de 1910 Famous Impostors.
D'Éon se destacou na escola, mudando-se de Tonnerre para Paris em 1743, graduando-se em direito civil e direito canônico pelo Collège Mazarin em 1749, aos 21 anos. D'Éon tornou-se secretária de Bertier de Sauvigny, Intendente de Paris, e serviu como secretária do administrador do departamento fiscal e, depois, foi nomeada censora real da história e literatura por Malesherbes em 1758.

## Vida como espiã
Em 1756 , D'Éon juntou-se à rede secreta de espiões chamada Le Secret du Roi, que trabalhava pessoalmente para o rei Luís XV, sem conhecimento da administração, e às vezes contra as políticas e tratados oficiais. O monarca a enviou em uma missão secreta à Rússia para conhecer a imperatriz Isabel e conspirar com a facção pró-francesa contra a Monarquia de Habsburgo. Relatos posteriores afirmam que D'Éon assumiu o papel de Mademoiselle Beaumont para realizar tal tarefa e, também, se tornou dama de honra da imperatriz. A carreira de D'Éon na Rússia é tema de um romance de Valentin Pikul.
Em 1761 d'Éon retornou à França . No ano seguinte, tornou-se capitã dos dragões sob o comando do marechal de Broglie e lutou nos últimos estágios da Guerra dos Sete Anos. Recebeu após o conflito a Ordem de São Luís, maior honraria militar do reino da França.

## Vida como mulher
Apesar do fato de que d'Éon costumava usar trajas militares, circularam rumores em Londres de que d'Éon era na verdade uma mulher. Um bolão de apostas foi iniciado na Bolsa de Valores de Londres sobre o verdadeiro sexo de d'Éon. D'Éon foi convidada a participar, mas recusou, dizendo que um exame seria desonroso, qualquer que fosse o resultado. Após um ano sem progresso, a aposta foi abandonada. Após a morte de Luís XV em 1774, o secret du roi foi abolido e d'Éon tentou negociar um retorno do exílio. O escritor Pierre de Beaumarchais representou o governo francês nas negociações. O tratado de vinte páginas resultante permitiu que d'Éon retornasse à França e retivesse a pensão ministerial, mas exigia que d'Éon entregasse a correspondência referente ao segredo do rei.
Madame Campan escreveu em suas memórias: "Esse ser excêntrico há muito solicitava permissão para retornar à França; mas era necessário encontrar uma maneira de poupar a família que ofendera do insulto que veriam em seu retorno; portanto, ele foi obrigado a retomar o traje desse sexo ao qual na França tudo é perdoado. O desejo de ver sua terra natal mais uma vez o levou a se submeter à condição, mas ele se vingou combinando a longa cauda do vestido e os três babados profundos nas mangas com a atitude e a conversa de um granadeiro, o que o tornava uma companhia muito desagradável."
O Chevalier d'Éon alegou ter sido designada mulher ao nascer e exigiu reconhecimento pelo governo como tal. D'Éon alegou ter sido criada como um menino porque Louis d'Éon de Beaumont só poderia herdar de seus sogros se tivesse um filho. O rei Luís XVI e sua corte atenderam a essa exigência, mas exigiram que d'Éon se vestisse adequadamente com roupas femininas, embora d'Éon pudesse continuar a usar a insígnia da Ordem de São Luís. Quando a oferta do rei incluiu fundos para um novo guarda-roupa de roupas femininas, d'Éon concordou. Em 1777, após quatorze meses de negociação, d'Éon retornou à França e se estabeleceu em Tonnerre.

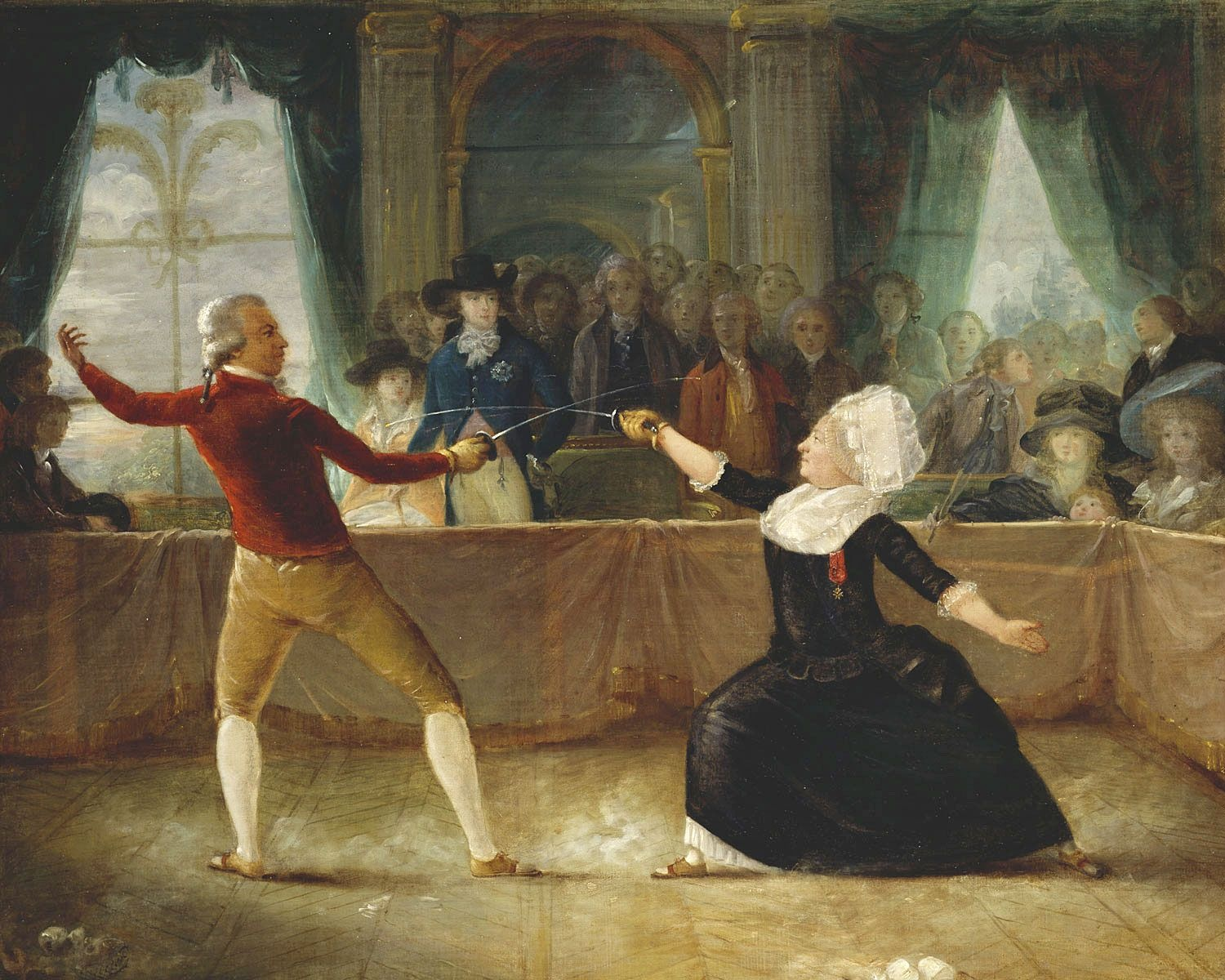
Uma batalha de esgrima entre d’Eon e o Cavaleiro de Saint-George, na Casa Carlton, Londres, 1787. D’Eon estava vestida com trajes femininos

A pensão que Luís XV havia concedido foi cortada devido a Revolução Francesa, e d'Éon teve que vender bens pessoais, incluindo livros, joias e pratos. As propriedades da família em Tonnerre foram confiscadas pelo governo revolucionário. Em 1792, d'Éon enviou uma carta à Assembleia Nacional Francesa oferecendo-se para liderar uma divisão de soldados do sexo feminino contra os Habsburgos, mas a oferta foi rejeitada. D'Éon participou de torneios de esgrima até ficar gravemente ferida em Southampton em 1796. D'Éon passou seus últimos anos em companhia de uma viúva, Sra. Cole. Em 1804, d'Éon foi enviada para uma prisão de devedores por cinco meses e assinou um contrato para uma biografia a ser escrita por Thomas William Plummer, que nunca foi publicada. D'Éon ficou paralisada após uma queda e passou os últimos quatro anos acamada, morrendo na pobreza em Londres em 21 de maio de 1810 aos 81 anos.
O cirurgião que examinou o corpo de d'Éon atestou em seu atestado post-mortem, que a Chevalier tinha "órgãos masculinos em todos os aspectos perfeitamente formados", e ao mesmo tempo exibia características femininas. Algumas características descritas no certificado eram "arredondamento incomum na formação dos membros", bem como "seios notavelmente cheios".
O corpo de D'Éon foi enterrado no Cemitério de St Pancras Old Church, e as posses restantes de d'Éon foram vendidas pela Christie's em 1813. O túmulo de D'Éon está listado no Burdett-Coutts Memorial.

## Legado

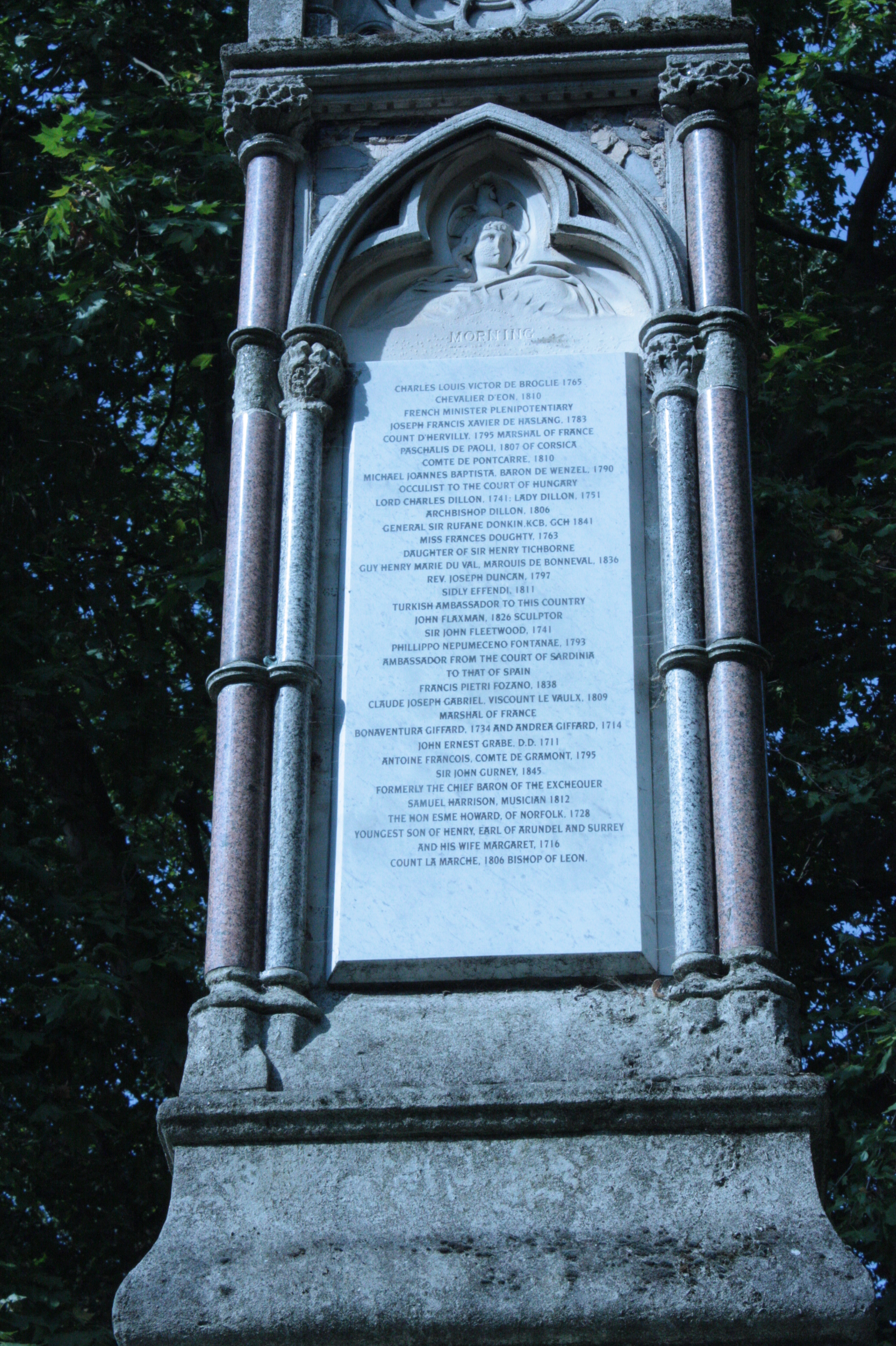
O nome de D'Eon's listado na fachada sul do Burdett-Coutts Memorial, em Londres, Inglaterra

Alguns dos documentos de d'Éon's estão sob jurisdição da Biblioteca Brotherton em Leeds, Inglaterra.

### Representações culturais
- The Chevalière d'Eon, por Charles Dupeuty e o Barão de Maldigny (1837), Théâtre du Vaudeville;[17]
- The Chevalier d'Eon, uma comedia em três atos por Dumanoir e Jean-François Bayard (1837), Théâtre des Variétés;[18]
- Le chevalier d'Eon, opéra-comique em quatro atos por Rodolphe Berger, libreto por Armand Silvestre e Henri Cain (1908), Théâtre de la Porte Saint-Martin; Mlle. Anne Dancrey criou a obra narrativa;[19][20]
- Spy of Madame Pompadour (1928), filme;
- Le secret du Chevalier d'Éon (1959), filme;
- Le Chevalier D'Eon (2006), anime;
- The Sword of the Chevalier (2017), um episódio da série Doctor Who[21][22][23]
- D’Eon aparece como uma personagem não jogável no jogo eletrônico Assassin's Creed: Unity.[24]